# Mini-windturbine

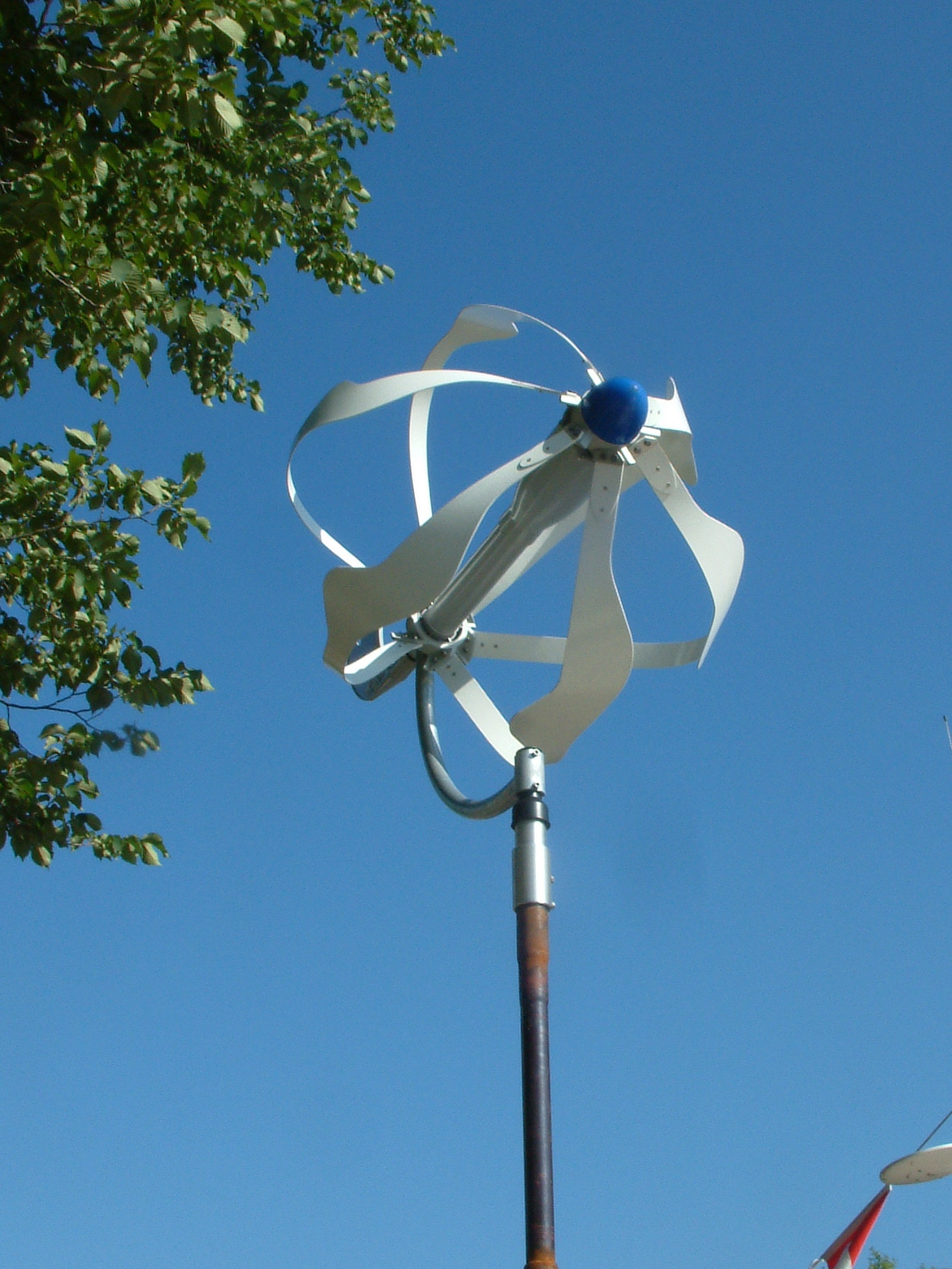
Energy Ball

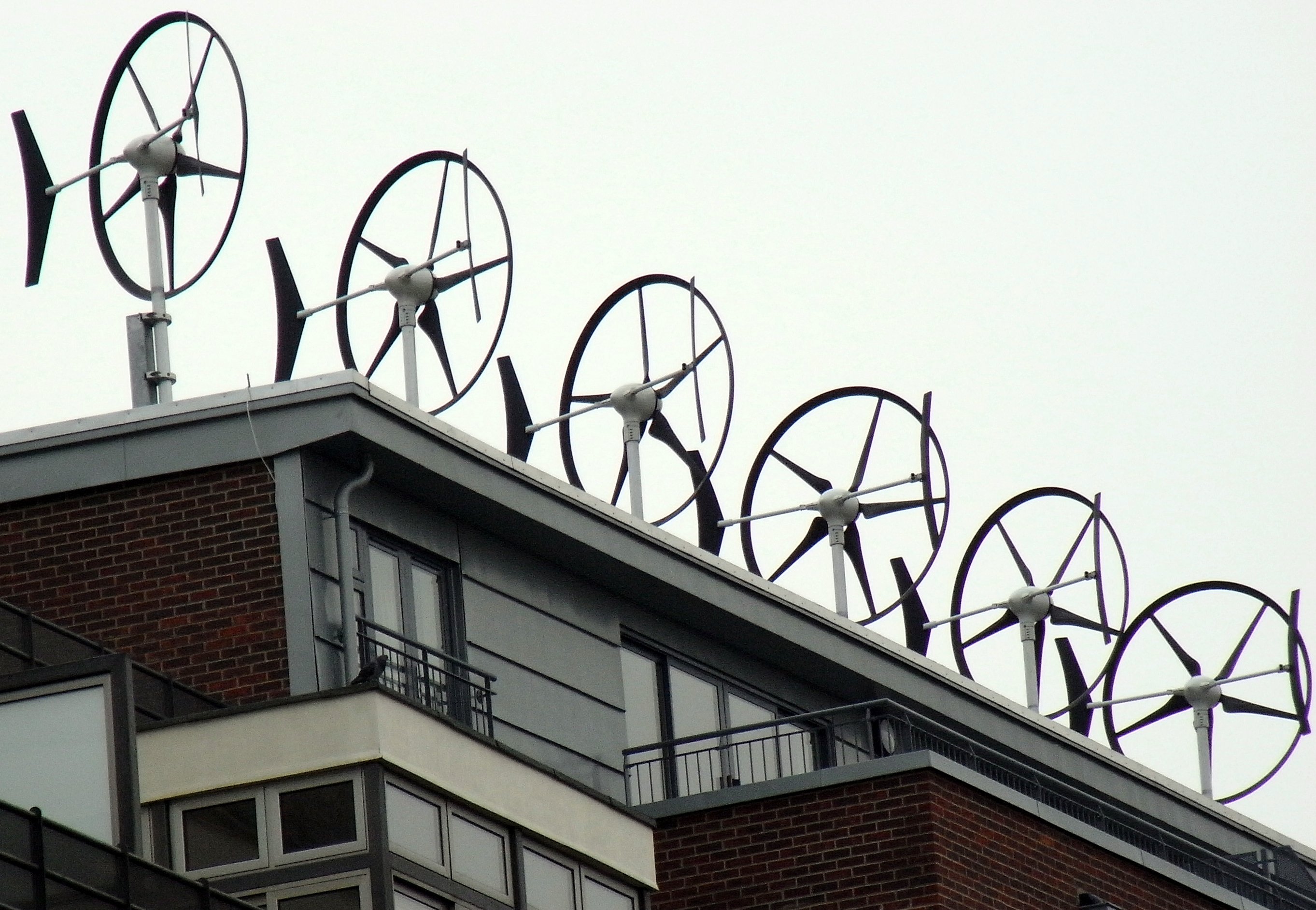
mini-windturbine's op een gebouw

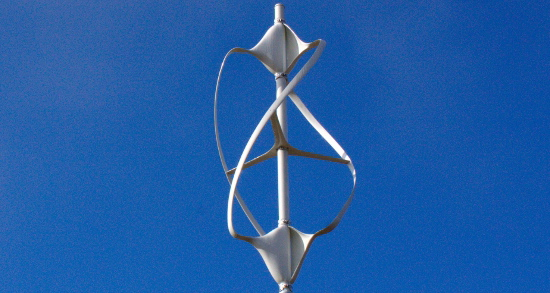
Noveol-turbine

Een mini-windturbine is een kleinschalige windturbine voor toepassing in stedelijke of landelijke gebieden.
Een mini-windturbine (soms miniturbine of stadsturbine genoemd) heeft vaak een vermogen tussen de 0,5 en 6 kW en een masthoogte tussen de 8 en 15 meter. Ter vergelijking, een grote windturbine produceert tussen de 750 en 4.000 kW en heeft een masthoogte van 60 tot 80 meter. Mini-windturbines zijn te plaatsen op en naast gebouwen of in het open veld. Over het rendement van kleine windmolens bestaat twijfel: in een aantal gevallen zouden de turbines uiteindelijk meer energie kosten dan ze opleveren.
In 2009 waren in Nederland ongeveer 300 miniturbines geplaatst met een totaal vermogen van ongeveer 400kW
De horizontaleaswindturbines en verticaleaswindturbine zijn de meest toegepaste typen. De windturbines worden toepast op plaatsen waar grote windturbines niet toepasbaar zijn. Deze turbines kunnen ook op woonboten en binnenvaartschepen geplaatst worden.

## Typen
- Energy Ball van Home Energy
- Quietrevolution-windturbine
- Savonius-windturbine
- Tulipo van Wind Energy Solutions
- Turby